# Destrudo
Destrudo, també conegut com destrado, és, en psicoanàlisi, un terme introduït pel psicoanalista italià Edoardo Weiss el 1935 que fa referència a l'energia de la impulsió destructiva. És l'oposat de la libido. Mentre que la libido (energia provinent d'Eros) és la impulsió per a crear, destrudo és allò que incita a destruir tot el que és a l'abast d'un individu, fins i tot la nostra pròpia persona.
Segons la teoria de Sigmund Freud, destrudo té l'origen en la pulsió de mort (Tànatos), la qual també és la font de l'agressió. "Destrudo" és un aspecte poc conegut de la teoria de Freud, i és usualment ignorat perquè hi ha teories més completes i més familiars de l'emoció humana. L'abstracció darrere del terme remunta a l'època després de la primera Guerra Mundial, quan Freud analitzava les accions de soldats afectats per traumes i altres fenòmens. Va tenir la seva primera i breu aparició en el llibre "El Jo i l'Allò" (Das Ego und das Esh).